# Stazione di Claypole
La stazione di Claypole (Estación Claypole in spagnolo) è una stazione ferroviaria della linea Roca situata nell'omonima città della provincia di Buenos Aires.

## Storia
Nel 1876 Julia Obligado, moglie di Pedro Claypole, alla notizia che si sarebbe realizzata una ferrovia attraverso le sue proprietà, donò alla compagnia Ferrocarril del Sud una serie di terreni per realizzare in futuro una stazione.
Lo scalo ferroviario, dedicato a Claypole, fu aperto al traffico il 15 aprile 1884.